# Klewiny
Klewiny (niem. Klewienen) – osada w Polsce, w województwie warmińsko-mazurskim, w powiecie gołdapskim, w gminie Banie Mazurskie.
W latach 1975–1998 miejscowość należała administracyjnie do województwa suwalskiego.
We wsi prosty bezstylowy dwór z XIX wieku, prowadzi do niego aleja wysadzana stuletnimi dębami i jesionami.

## Nazwa
28 marca 1949 r. ustalono urzędową polską nazwę miejscowości – Klewiny, określając drugi przypadek jako Klewin, a przymiotnik – klewiński.